# 주일 한국문화원
주일본대한민국대사관 한국문화원(駐日本大韓民國大使館文化院, 영어: Korean Cultural Center Japan) , 약칭 주일한국문화원(駐日韓國文化院)은 일본 도쿄에 있는 대한민국의 한국문화원이다. 세계 각국의 한국 문화원 중 가장 이른 1979년에 개원, 일본 내 한국문화의 종합 창구 역할을 담당하고 있다.

## 연혁
- 1979년 5월 10일 개원(도쿄 이케부쿠로 선샤인씨티 60 빌딩)[1] 월간「한국문화원 友의 뉴스」창간. 한국문화원 감수「월간 한국문화」창간. 한국어 교실 개강. 이후 전시회, 한국영화 상영회, 문화 강연회 등 행사 개최.
- 1988년 서울올림픽 개최를 계기로 한국에 대한 관심이 늘자 조선통신사 등 주제로 한 행사 개최.
- 1995년 3월 이전(도쿄 미나토구 미나미아자부주반 한국중앙회관 별관). 문화예술분야 외에 관광, 스포츠 교류, 청소년 교류 등 지원.
- 2001년 도쿄 국제 영화제 협찬 기획 KoreanCinemaWeek 영화제 개최 시작.
- 2002년 홈페이지(http://www.koreanculture.jp/korean 보관됨 2012-08-19 - 웨이백 머신) 개설.
- 2006년 한국 문화 종합 잡지 《월간 숟가락》창간 협력.
- 2009년 5월 10일 개원 30주년 맞아 해외 문화원으로는 처음으로 단독 청사(Korea Center) 건설해 이전.개원.(도쿄 신주쿠구 요쓰야4초메)

## 역대 원장
| 대수   | 이름            | 임기                         |
| ------ | --------------- | ---------------------------- |
| 제1대  | 이원홍(李元洪)  | 1979년 5월 10일 - 1980년 5월 |
| 제2대  | 최태순(崔兌洵)  | 1980년 5월 - 1983년 1월      |
| 제3대  | 윤탁(尹鐸)      | 1983년 1월 - 1988년 1월      |
| 제4대  | 정형수(鄭亨壽)  | 1988년 1월 - 1989년 8월      |
| 제5대  | 김광식(金光植)  | 1989년 8월 - 1993년 9월      |
| 제6대  | 박정호(朴正浩)  | 1993년 9월 - 1996년 10월     |
| 제7대  | 정진영(鄭鎭永)  | 1997년 1월 - 1999년 8월      |
| 제8대  | 김종문(金鍾文)  | 1999년 8월 - 2003년 8월      |
| 제9대  | 유진환 (柳珍桓) | 2003년 8월 - 2007년 9월      |
| 제10대 | 강기홍 (姜基洪) | 2007년 10월 - 2011년 10월    |
| 제11대 | 심동섭 (沈東燮) | 2011년 10월 - 2015년 5월     |
| 제12대 | 김현환 (金現換) | 2015년 8월 - 2018년 7월      |
| 제13대 | 황성운 (黄星雲) | 2018년 10월 - 2021년 10월    |
| 제14대 | 공형식 (孔炯植) | 2021년 11월 - 현재           |

## 시설 및 이용안내
- 미술전시장 「갤러리 MI」 (1층) 
예술작품의 「아름다움（美：MI）」을 눈으로 「보고(見：MI)」 그 안에 담겨 있는 문화와 정서를 마음으로 「보는(観：MI)」 문화교류 공간.
한국의 미술 작품 전시 및 한일교류전 등 개최. (283.5m2)
- 다목적 홀 「한마당 홀」(2층)
한국 및 한일교류의 문화예술, 대중음악, 클래식, 연극등의 무대 공연을 비롯한세미나 및 강연 등 한국문화를 소개하는 한편 한일교류 및 국제교류의 장을 위한 다목적 홀.(좌석 307석)
- 도서영상자료실 (3층)
2만 8천여권의 한국어·일본어 서적 소장하고 있었으며 무료회원 등록 후 대출서비스도 이용 가능. 한국관련잡지, 신문 등의 정기간행물, 영상자료등의 열람 가능. 이용시간=화〜토　10：30〜17：30 ✻휴관일- 일요일,축일,3/1,8/15,10/3,연말연시 등
- 세미나실 「배움터」 (4층)
 한국문화를 공부하는 공간으로서 어린이를 대상으로 한 문화교실, 한국어 강좌를 비롯한 다양한 분야의 강좌 및 세미나 등을 개최. 수용인원 20명
- 전통악기실습실 「울림」 (4층)
방음시설 구비한 전통 악기 실습실
- 한옥 「사랑방」및 하늘정원(4층)
「창덕궁 연경당」을 모티브로 만든 한국 전통 건축 양식과 생활 공간을 재현한 체험 공간.

## 시설 사진

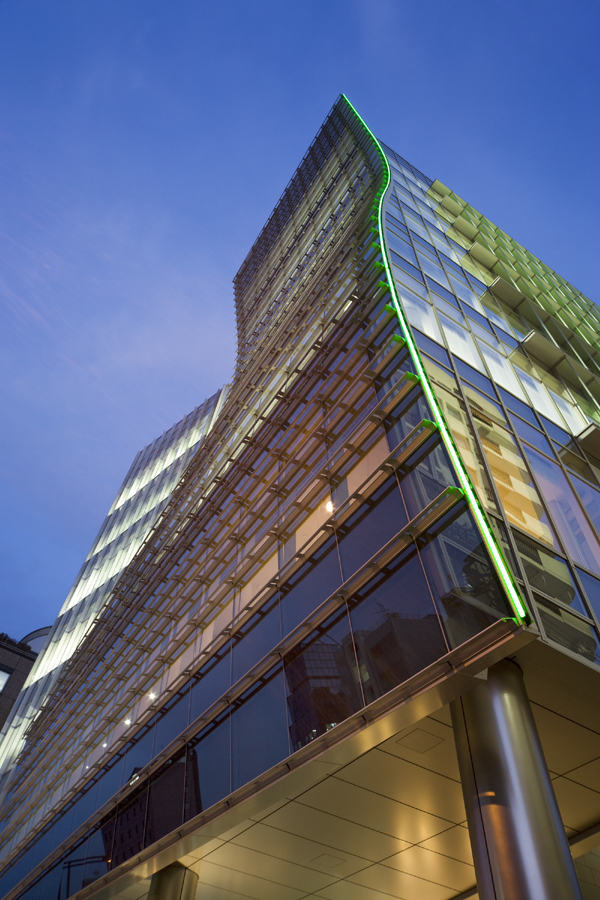
주일한국문화원 외관(네온사인)
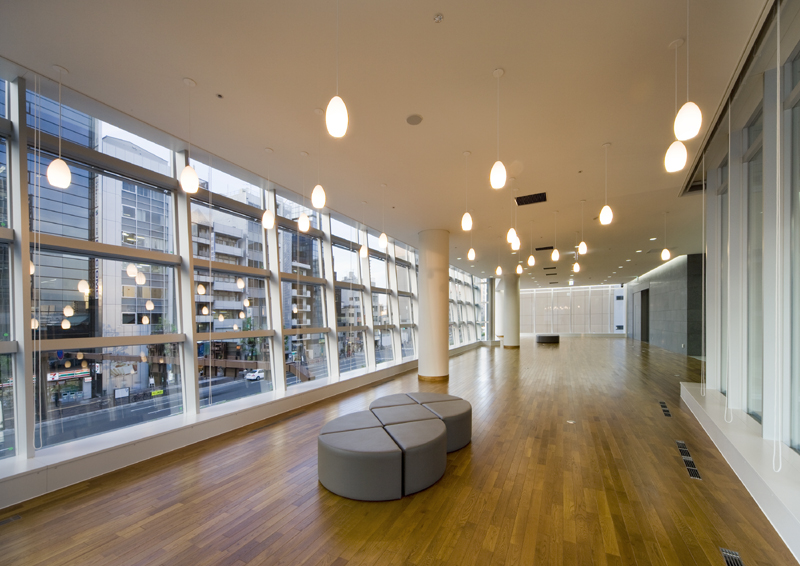
2층 한마당홀 라운지
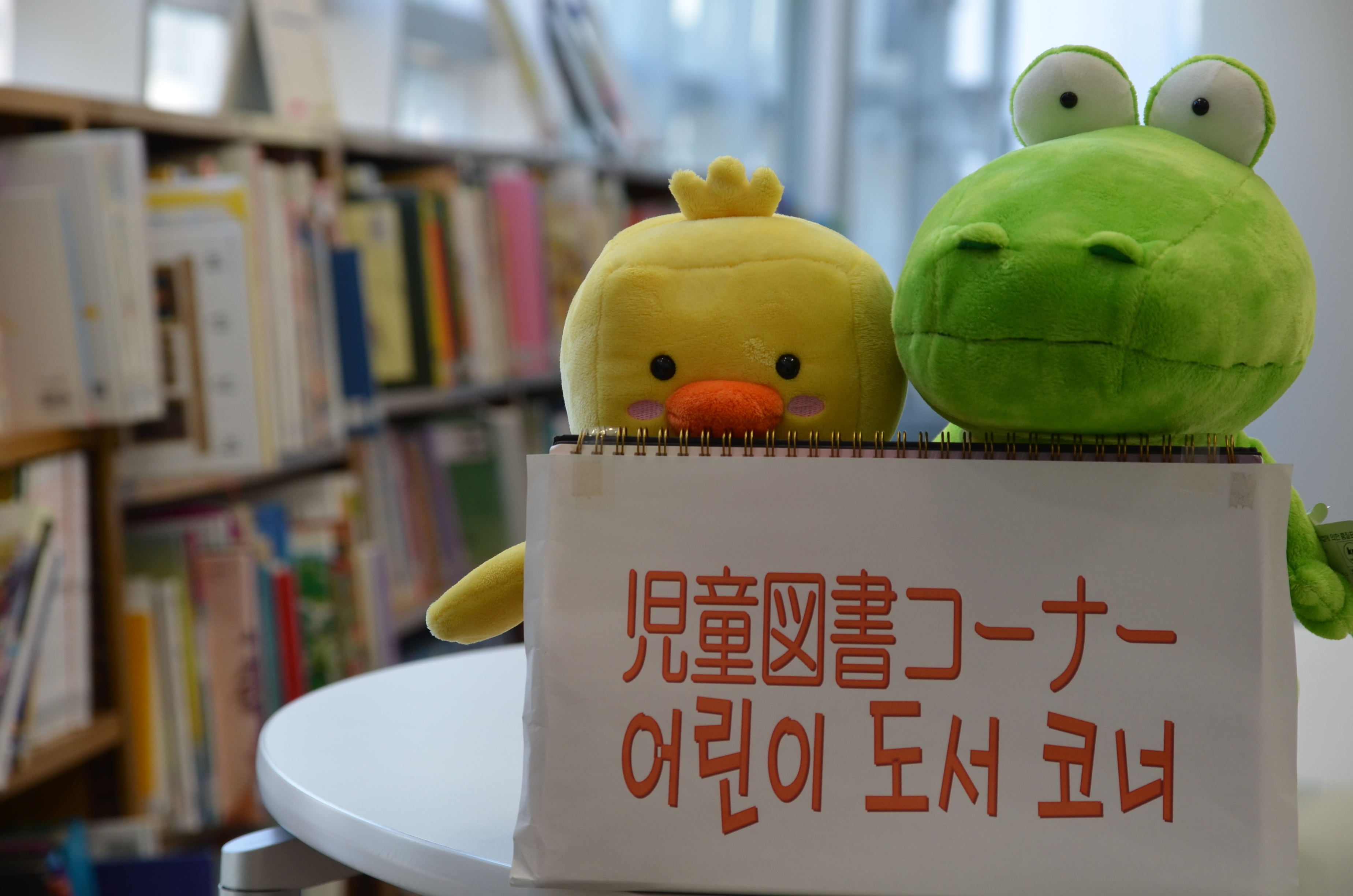
도서실 어린이도서코너
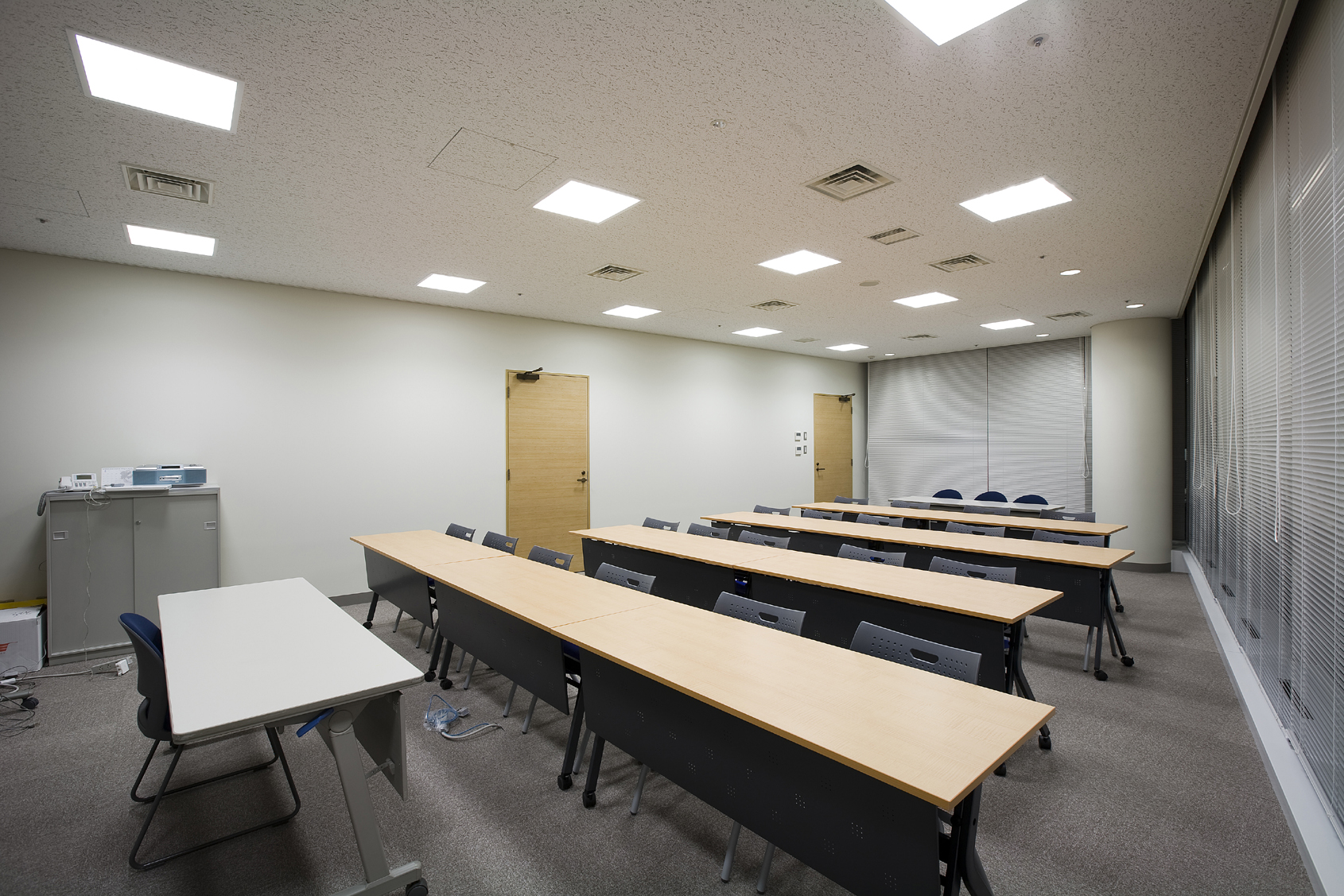
4층 세미나실「배움터」
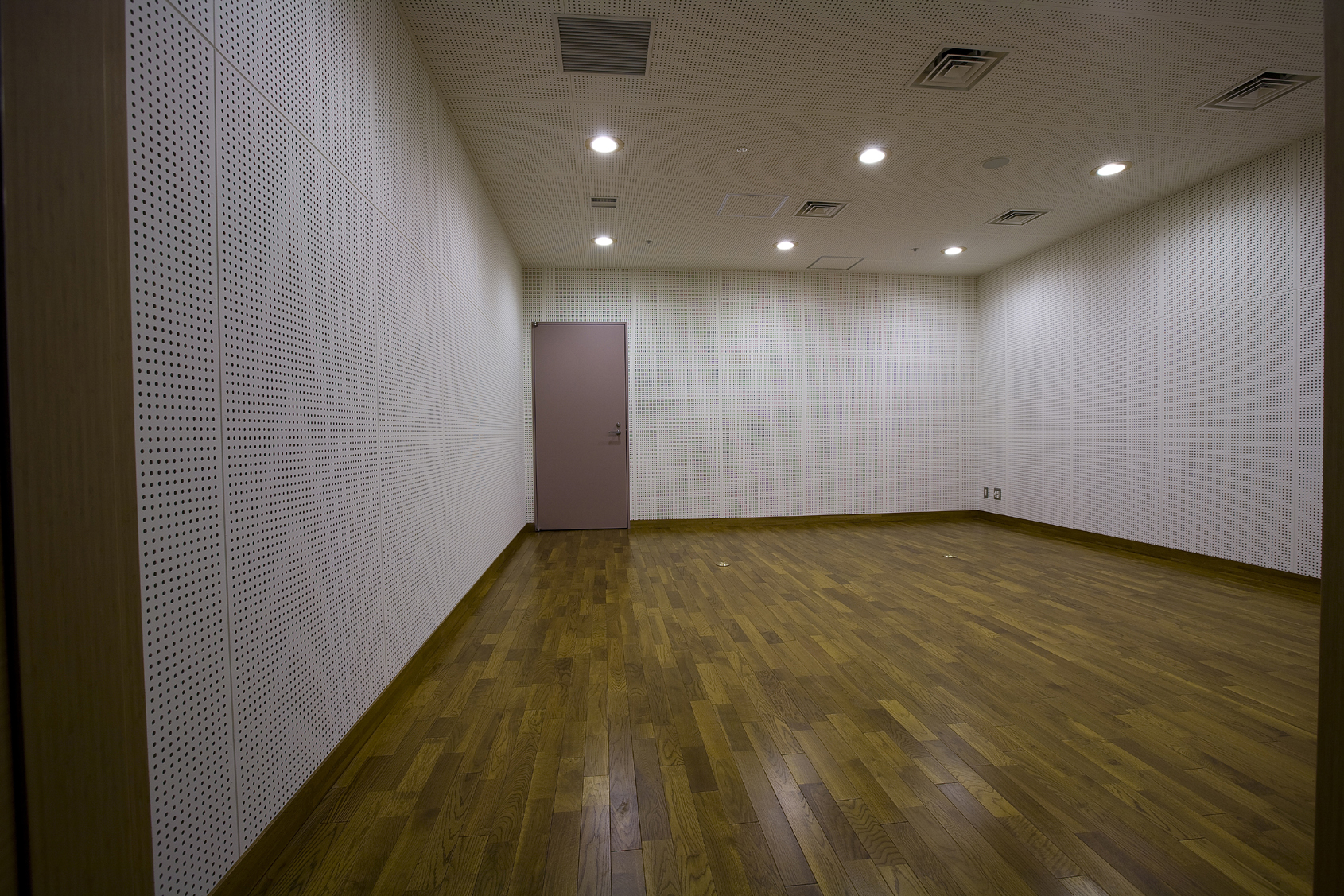
4층 전통악기실습실「울림」
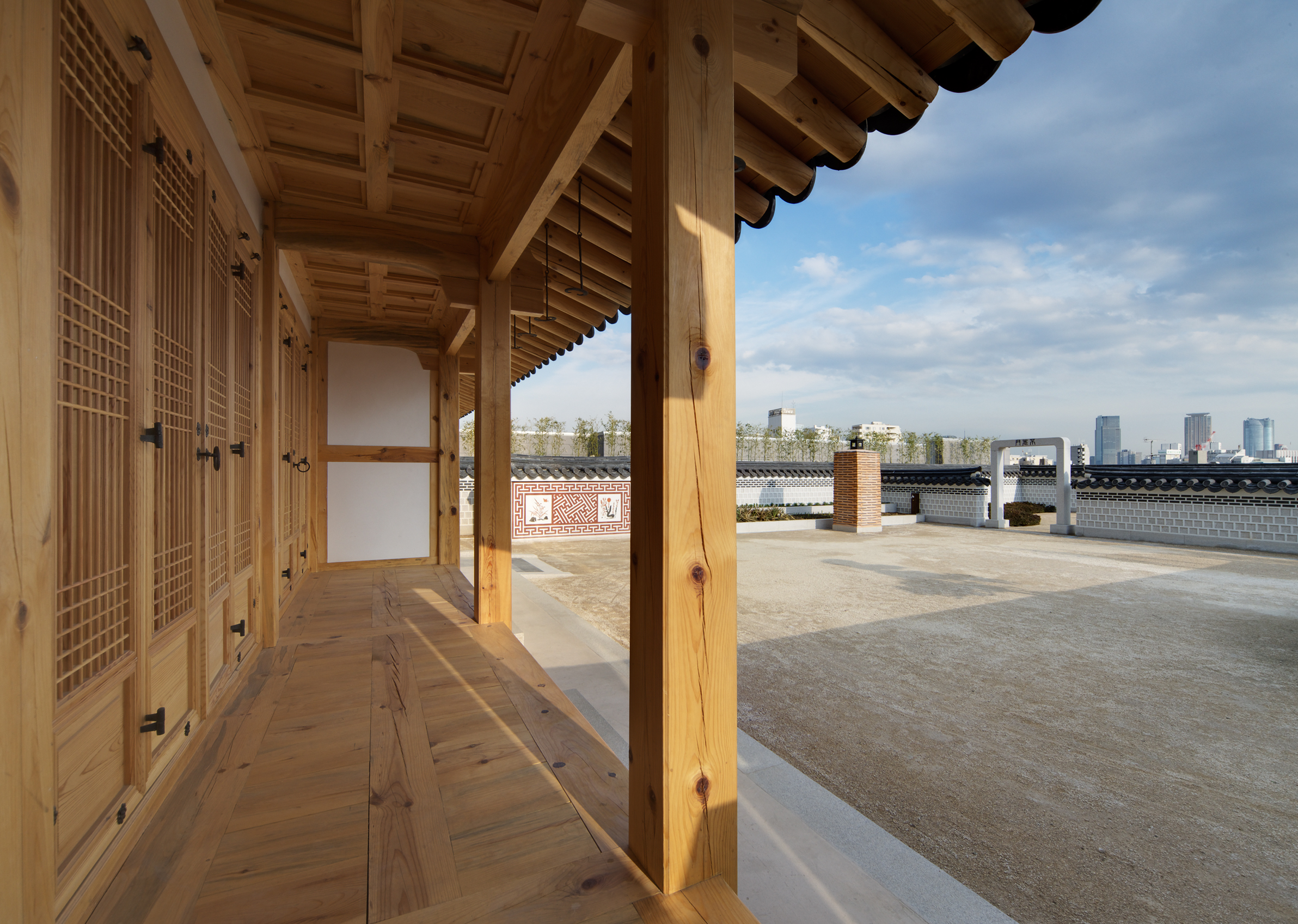
4층 전통가옥「사랑방」외관
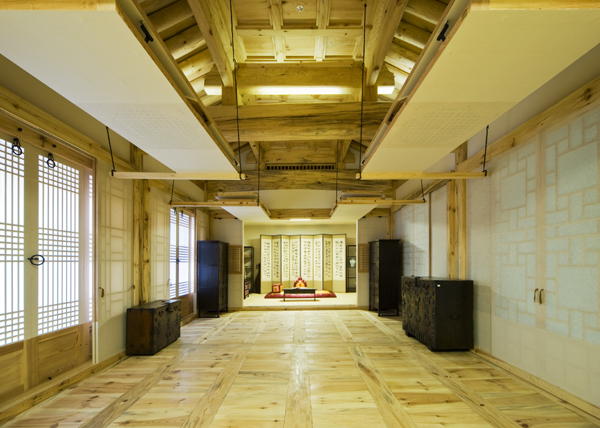
4층 전통가옥 「사랑방」내부
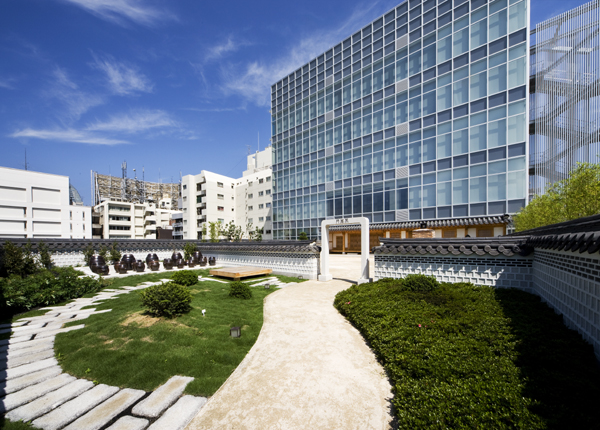
4층 정원 「하늘정원」

## 같이 보기
- 주일 한국문화원 방화사건 - 도쿄지방재판소 재판부, 피고인 '곤도 도시카즈'(近藤 利一) 징역 2년 선고(2015/11/13)
- 주영 한국문화원(영어판)
- 주로스앤젤레스 한국문화원(영어판)
- 주일본 대한민국 대사관
- 대한민국 문화체육관광부
- 주오사카 한국문화원